# Michael Wilson (ciclista)
Michael Wilson (Adelaide, 15 gennaio 1960) è un ex ciclista su strada e pistard australiano.
Professionista dal 1982 al 1991, vanta in palmarès la vittoria di una tappa al Giro d'Italia 1982 e alla Vuelta a España 1983, e del Trofeo Matteotti del 1984.

## Carriera
Nonostante il ruolo di gregario ebbe una discreta carriera, con alcuni buoni piazzamenti e tre spunti di particolare valore: la seconda tappa al Giro d'Italia 1982, 223 chilometri da Viareggio a Cortona, la diciannovesima frazione della Vuelta a España del 1983 e soprattutto il Trofeo Matteotti del 1984. Ottenne le ultime due vittorie della carriera nel 1989, quando si aggiudico una tappa al Tour de Suisse 1989 e alla Tirreno-Adriatico.
Competitivo anche nelle cronometro, insieme a Daniele Caroli conquistò due secondi posti consecutivi nel Trofeo Baracchi (1985 e 1986), mentre fu terzo al Grand Prix des Nations del 1988 e nel 1982 vinse il Memorial Gastone Nencini.

## Palmarès
- 1982 (Alfa Lum, due vittorie)

2ª tappa Giro d'Italia (Viareggio > Cortona)
Cronoscalata della Futa-Memorial Gastone Nencini
- 1983 (Alfa Lum, una vittoria)

19ª tappa Vuelta a España (Segovia > Madrid)
- 1984 (Alfa Lum, una vittoria)

Trofeo Matteotti
- 1989 (Helvetia, due vittorie)

3ª tappa Tour de Suisse (Losanna > Liestal)
3ª tappa Tirreno-Adriatico (Latina > Frosinone)

#### Altri successi
- 1980

Flèche d'Or
- 1981

Corsa di Montanino
Gran Premio San Basso
- 1987 (Pepsi Cola - Alba - Fanini)

Criterium di Burnie
Criterium di Wynyard
- 1988 (Weinmann - La Suisse)

Prologo Tour de France (Pornichet > La Boule)

## Piazzamenti

### Grandi Giri
- Giro d'Italia

1982: 43º
1983: 61º
1984: 102º
1985: 8º
1986: 17º
- Tour de France

1988: 50º
1989: 69º
- Vuelta a España

1983: 52º
1984: ritirato (3ª tappa)

### Classiche monumento
- Milano-Sanremo

1988: 25º
1989: 97º
- Giro delle Fiandre

1989: 72º
- Liegi-Bastogne-Liegi

1988: 11º
1989: 95º
1990: 100º
- Giro di Lombardia

1984: 27º
1990: 52º

### Competizioni mondiali
- Campionati del mondo di ciclismo su strada

Goodwood 1982 - In linea: ritirato
Altenrhein 1983 - In linea: ritirato
Giavera del Montello 1985 - In linea: 62º
Colorado Springs 1986 - In linea: 24º
Ronse 1988 - In linea: ritirato
Chambéry 1989 - In linea: ritirato
- Campionati del mondo di ciclismo su pista

Besançon 1980 - Corsa a punti: 8º
- Giochi olimpici

Mosca 1980 - In linea: 25º
Mosca 1980 - A squadre: 11º